# Sierra de la Estrella (Arizona)

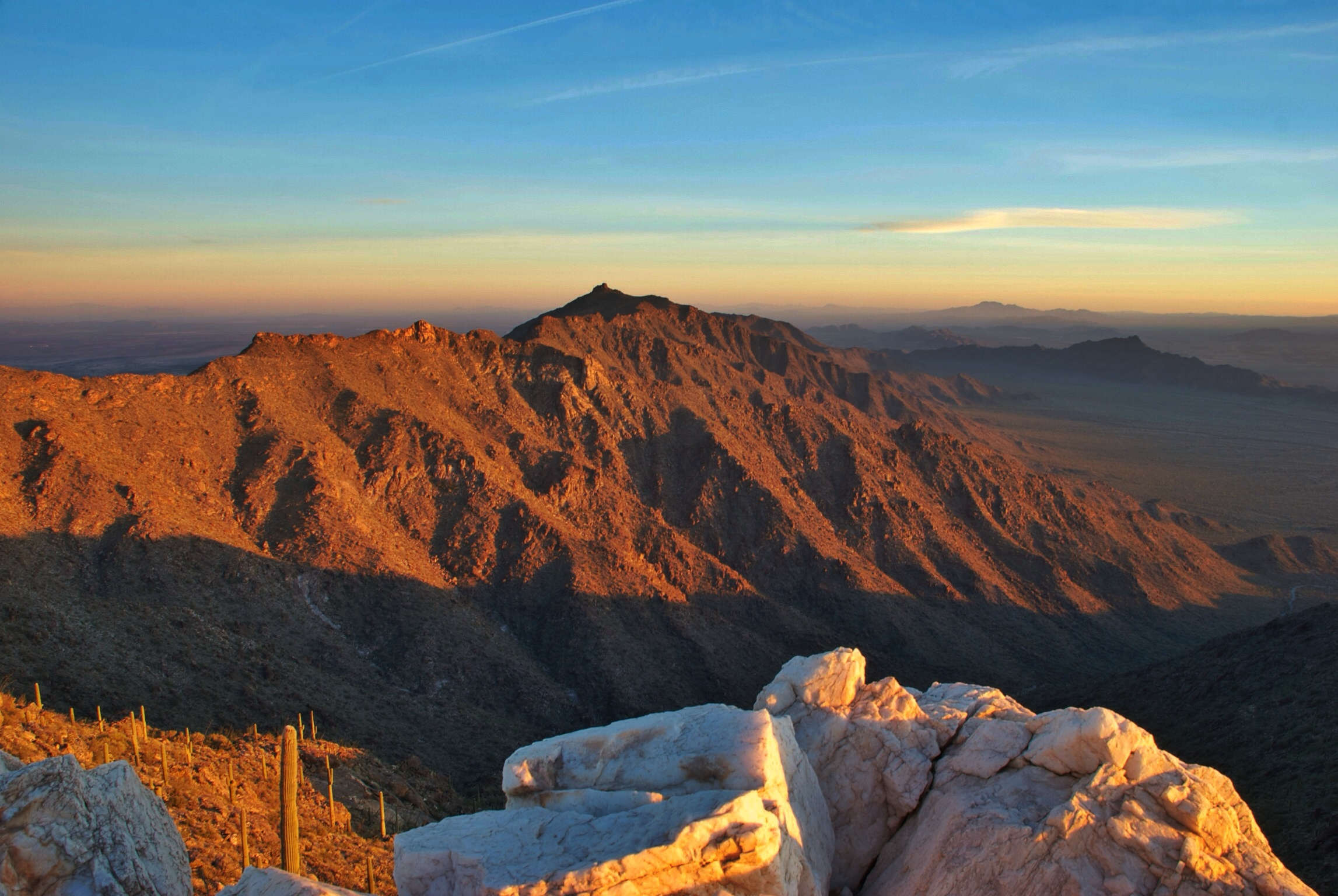
Pico Cuarzo, Sierra Estrella

La Sierra de la Estrella es una cadena montañosa localizada al suroeste de Phoenix en el estado de Arizona. La mayor parte de la sierra se localiza en la Reserva India del Río Gila, de los cuales 58 km² del territorio pertenecen al área de vida salvaje de Sierra de la Estrella. 

## Descripción
El parque regional de la Sierra de la Estrella ocupa 80,3 km² en la parte norte de la sierra. El parque ofrece múltiples trechos que son utilizados por los habitantes del área, principalmente para correr y otros deportes.

## Historia
Originalmente la Sierra de las Estrellas formó parte del Virreinato de Nueva España. Ocasionalmente los exploradores españoles, entre ellos el padre Kino documentaron el área y mantenían contacto con los indios Pima. En el sur de la sierra se pueden encontrar petroglifos.
En 1853 los Estados Unidos de América se apoderó de la Sierra por medio de la compra de la Mesilla. Rápidamente la sierra se convirtió en una ruta comercial importante. Las personas y equipos podían ser transportados a través del estado de forma más rápida. En su época la ruta tuvo un éxito masivo, movilizando millones de dólares en bienes. En 1857 la batalla del Cerro Pima se peleó en esta sierra y fue un evento importante en las guerras de los indios estadounidenses.